# William J. Hale
William Jay Hale (5 gennaio 1876 – 1955) è stato un chimico e biologo statunitense.

## Vita
William J. Hale studiò alla Miami University, dove si laureò nel 1897. Recatosi poi ad Harvard, vi ottenne una seconda laurea nel 1898, un master l'anno successivo e un dottorato di ricerca nel 1902.
Nel 1900 Hale pubblicò con Barker Henry Hill la sua prima opera scientifica sul 2-fenil-4-nitrofenolo. Durante il post-dottorato si reca poi a Göttingen e presso l'Università Tecnica di Berlino come ricercatore. Dopo aver insegnato per un anno presso l'Università di Chicago, Hale diventa nel 1904 professore associato presso l'Università del Michigan.
Dal 1919 al 1934 Hale è stato direttore dell'Istituto di Ricerca Chimica Organica del Dow Chemical.

## Lachemurgia
Nello stesso 1934 Hale coniò il termine Chemurgy (in italiano chemurgia), pubblicando il libro The Farm Chemurgic. Con questo termine egli identificava qualsiasi branca dell'industria e della chimica applicata che si occupi di produrre materiali e sostanze da materie prime esclusivamente agricole e naturali, facendo uso solamente di risorse rinnovabili e senza recare danno all'ambiente.